# Jacob Aagaard
Jacob Aagaard (ur. 31 lipca 1973) – duński szachista, trener szachowy (FIDE Senior Trainer od 2011) i autor książek o tematyce szachowej, w latach 2006-2009 reprezentant Szkocji, arcymistrz od 2007 roku. Aktualnie ponownie reprezentuje Szkocję.

## Kariera szachowa
Sukcesy na arenie międzynarodowej zaczął odnosić w drugiej połowie lat 90. W 1996 r. podzielił III m. (za Siergiejem Kaliniczewem i Nikołajem Legkijem) w cyklicznym turnieju First Saturday w Budapeszcie (FS09 GM), w 1997 dwukrotnie podzielił I miejsca w Highgate i Rotherhamie, a w 1998 triumfował w Hampstead. W 2002 r. podzielił I miejsce w Helsingørze, rok później samodzielnie zwyciężając w tym mieście. Na przełomie 2003 i 2004 r. podzielił III m. w Sztokholmie (Rilton Cup, za Nickiem de Firmianem i Ralfem Åkessonem, wraz z m.in. Wiktorem Korcznojem, Erikiem Lobronem, Ferencem Berkesem i Robertem Fontaine'em). W 2004 r. triumfował (wraz z Thomasem Lutherem i Milanem Draško) w Arco, zdobył również tytuł wicemistrza Szkocji, a w następnym roku w mistrzostwach tego kraju zajął I miejsce. W 2006 r. ponownie podzielił I miejsce w Arco. W 2007 r. odniósł jeden z największych sukcesów w karierze, zdobywając w Great Yarmouth tytuł mistrza Wielkiej Brytanii. W latach 2010 i 2014 dwukrotnie zdobył brązowe medale indywidualnych mistrzostw Danii.
Wielokrotnie reprezentował Szkocję i Danię w turniejach drużynowych, m.in.: czterokrotnie na olimpiadach szachowych (w latach 2006, 2008, 2012, 2014) oraz  na drużynowych mistrzostwach Europy (w roku 2011).
Najwyższy ranking w dotychczasowej karierze osiągnął 1 maja 2010 r., z wynikiem 2542 punktów zajmował wówczas 2. miejsce wśród szkockich szachistów.
Jest cenionym autorem książek o tematyce szachowej, przede wszystkim poświęconych debiutom, ale również o grze końcowej, taktyce i strategii.

## Wybrane publikacje
- Easy Guide to the Panov-Botvinnik Attack, 1998
- Easy Guide to the Sveshnikov Sicilian, 2000
- Dutch Stonewall, 2001
- Sicilian Kalashnikov, 2001 (wraz z Janem Pińskim)
- Excelling at Chess, 2002
- Meeting 1.d4, 2002
- Queen's Indian Defence, 2002
- Excelling at Positional Chess, 2003
- Starting Out: The Grunfeld Defence, 2004
- Excelling at Combinational Play: Learn to Identify and Exploit Tactical Chances, 2004
- Inside the Chess Mind: How Players of All Levels Think About the Game, 2004
- Excelling at Technical Chess: Learn to Identify and Exploit Small Advantages, 2004
- Excelling at Chess Calculation: Capitalizing on Tactical Chances, 2004
- Starting Out: Benoni Systems, 2005 (wraz z Endre Veghiem(inne języki), Aleksandrem Rajeckim i Maksymem Czetwierikiem)
- Dvoretsky's Endgame Manual, 2006 (wraz z Markiem Dworeckim i Arturem Jusupowem)
- Experts vs. the Sicilian, 2006 (wraz z Johnem Shaw)
- Practical Chess Defence, 2006
- The Attacking Manual 1: Basic Principles, 2008
- The Attacking Manual 2: Technique and Praxis, 2008